# Кенжебаев, Бейсембай
Бейсембай Кенжебаев (каз. Бейсенбай Кенжебайұлы; 4 октября 1904, аул Беген (ныне Ордабасинского района, Туркестанская область, Казахстана) — 16 июля 1987, Алма-Ата) — казахский советский учёный-литературовед, писатель, переводчик, доктор филологических наук (1959), педагог, профессор (1961), первый редактор первой в Павлодарском Прииртышье газеты на казахском языке «Кенес туы».

## Биография
С 1923 года — на журналистской работе, работал в редакциях республиканских, областных, окружных и районных газет.
В 1925 году окончил Коммунистический университет трудящихся Востока в Москве Кенжебаев, Бейсенбай // Казахстан. Национальная энциклопедия. — Алматы: Қазақ энциклопедиясы, 2005. — Т. III. — ISBN 9965-9746-4-0. (CC BY-SA 3.0). Два года слушал лекции в Институте литературы. В 1929 году стал первым редактором первой в Павлодарском Прииртышье газеты на казахском языке «Кенес туы».
В 1942 году окончил факультет журналистики Казахского государственного университета.
Работал в редакциях газет «Жас қайрат», «Лениншіл жас» («Жас Алаш»), «Оңтүстік Қазақстан». Был главным редактором газеты «Социалистік Қазақстан» (сейчас — «Егемен Қазақстан»). Был редактором, заведующим отделом, переводчиком в Ведомстве Верховного Совета СССР.
С 1941 по 1944 годы был главным редактором Казахского государственного литературного издательства.
С 1961 года — старший преподаватель, декан филологического факультета, доцент кафедры казахской литературы, заведующий кафедрой казахской литературы Казахского государственного университета (Казахский национальный университет имени аль-Фараби), 1975—1987 годы — профессор, советник-профессор того же университета.

## Научная и творческая деятельность
Один из самых известных литературоведов Казахстана.
Всю свою жизнь посвятил изучению истории казахской литературы и печати. Главной заслугой Б. Кенжебаева являются труды в области исследования казахской литературы. Кенжебаев доказал, что устная казахская литература берёт своё начало не с произведений Бухар жырау, а с орхон-енисейских памятников, тем самым учёный отодвинул историю казахской литературы на несколько веков назад.
Кроме того, Бейсенбай Кенжебаев занимался исследованием жизни и творчества таких видных деятелей, как С. Торайгыров, А. Кунанбаев, Д. Джабаев, М. Сералина, М. Ауэзова.
Занимался переводами произведений классической литературы на казахский язык, среди переведенных произведения А. Пушкина, А. П. Чехова, Г. Мопассана, Э. Хемингуэя, Лу Синя, Я. Гашека и др.

## Избранные публикации
- Сборник рассказов «Асау жүрек» (1928) «Тымпи» (1943)
- «Қазақ әдебиеті тарихы» (1948)
- «Жамбыл Жабаев — қазақ халқының жыршысы» (1955)
- «Біржан мен Сараның айтысқаны» (1955)
- «Көне әдебиет туралы» (1969)
- «Көңіл ашар» (1971)
- «Қазақ әдебиетінің мәселелері» (1973)

## Награды
- Медаль «За трудовое отличие» (3 января 1959) — за выдающиеся заслуги в развитии казахского искусства и литературы и в связи с декадой казахского искусства и литературы в гор. Москве
- Орден Ленина
- Медали